# Ledenice (hrad)
Ledenice (též Landštejn) jsou zaniklý hrad ve stejnojmenném městysi v okrese České Budějovice. Stával ve východní části městečka zvané Hrad. Zanikl téměř beze zbytku a v odborné literatuře mu dosud nebyla věnována téměř žádná pozornost.

## Historie
Hrad založil ve 14. století rod Vítkovců. Roku 1376 patřil pánům z Landštejna, kteří ho přejmenovali na Landštejn. Když v roce 1447 prodával Oldřich II. z Rožmberka svůj dvůr v Ledenicích, patřil již tehdy pustý hrad k třeboňskému panství. V roce 1541 byl popisován jako zbořený a po roce 1611 byly v místě, kde stával, postaveny čtyři zemědělské usedlosti.